# Vojtěch Mynář
Vojtěch Mynář (ur. 4 maja 1944 w Ostrawie, zm. 10 lipca 2018 tamże) – czeski polityk i samorządowiec, deputowany do Parlamentu Europejskiego VII kadencji.

## Życiorys
Z wykształcenia ekonomista, ukończył Wyższą Szkołę Polityczną Komitetu Centralnego Komunistycznej Partii Czechosłowacji. Pracował m.in. w górnictwie, później był dyrektorem przedsiębiorstwa budowlanego VOKD, a w latach 90. zajął się własną działalnością gospodarczą. Dołączył do Czeskiej Partii Socjaldemokratycznej (ČSSD). W 1998 został radnym obwodu miejskiego Radwanice i Bartowice. Był wiceburmistrzem i burmistrzem tej dzielnicy. W 2002 objął mandat radnego Ostrawy, od 2006 do 2010 był wiceburmistrzem tego miasta.
W 2012 z ramienia ČSSD uzyskał mandat posła do Parlamentu Europejskiego VII kadencji, zastępując zmarłego Jiříego Havla. Przystąpił do grupy Postępowego Sojuszu Socjalistów i Demokratów.